# 磐田市バス
磐田市バス（いわたしバス）は、静岡県遠州地方に位置する磐田市が運営するコミュニティバス（自治体バス）である。

## 概要
磐田市の関与するバスには、コミュニティバスと自主運行バス（自治体バス）の2つが混在していた。
なかでもユーバスは遠州地方で初めてのコミュニティバスである他、日本で初めてのICカード乗車券である「ユーバスカード」を導入するなど、先進的な取り組みを行った。なお、廃止される2015年3月31日にはユーバスに限り無料運行を行った。
磐田市バスはもともと向笠原線・岩田線・桶ケ谷沼線・天竜長野線・鮫島大原線のみを指す通称であり、「もくせい号」の愛称がある磐田温水プール磐田市立病院線は磐南バスの通称があった。
市町村合併前は、「ゆや号」・「ニッセ号」の愛称が付けられているユーバスは磐田郡豊田町の、「しおさい号」の愛称が付けられているエコバスは福田町の、「ごんバス」は豊岡村のコミュニティバスであった。これら旧町村のコミュニティバスも市町村合併時にすべてを含めて「磐田市バス」と称されるようになり、磐田温水プール磐田市立病院線の「磐南バス」の通称も廃止された。そして自主運行バスである豊岡線や磐田線も「磐田市バス」に含まれるようになった。
2015年3月31日をもって磐田線を除く各路線が廃止、「磐田市バス」の路線は袋井市や森町と共同運行する磐田線のみとなった。そして2022年4月1日に遠鉄バス掛塚さなる台線92とつか系統・93千手堂系統に代わる磐田市生活路線バスとして掛塚磐田駅線が新設された。
2015年の系統整理以降は「磐田市バス」の愛称は使用されなくなっているが、現存する「磐田市バス」の路線が磐田市の自主運行路線であることにかわりはない。

## 歴史
- 1997年10月1日 - ユーバスが運行開始
- 1998年4月1日 - エコバス、向笠原線、岩田線、桶ケ谷沼線、天竜長野線、鮫島大原線が運行開始
- 1999年10月1日 - 豊岡線が自主運行化
- 2002年5月1日 - エコバス、桶ケ谷沼線、岩田線で運行改正
- 2003年7月1日 - 磐田温水プール磐田市立病院線が運行開始
- 2005年4月1日 - 磐田市・豊田町・竜洋町・福田町・豊岡村が合併し、改めて磐田市が発足。

豊田町のユーバス（「ゆや号」・「ニッセ号」）、福田町のエコバス（「しおさい号」）、豊岡村の「ごんバス」を磐田市バスに統合。
- 2006年8月1日 - 豊田東回り線、鮫島大原線で運行改正
- 2008年11月4日 - 福田豊浜南部線、鮫島大原線、天竜長野線で運行改正
- 2010年4月1日 - 磐田線を自主運行路線化
- 2012年9月30日 - エコバスが廃止
- 2013年3月30日 - 豊岡線、ごんバスが廃止
- 2015年3月31日 - ユーバス、磐田温水プール磐田市立病院線、向笠原線、岩田線、桶ケ谷沼線、天竜長野線、鮫島大原線を廃止し、デマンド型乗合タクシー「お助け号」に転換
- 2022年4月1日 - 掛塚磐田駅線が新設

## 現行路線
現行路線はすべて対キロ運賃制を採用している。
秋葉バスサービスに委託
磐田市・袋井市・森町の共同運行自主運行路線である。
本路線は沿線自治体である磐田市（磐田市広域生活バス路線磐田線運行事業費補助金）・袋井市（袋井市生活バス路線維持補助金）・森町（森町バス路線維持補助金）の補助を受けて運行している。
- 磐田線
  - 磐田駅前 - 南高校前 - 西坂町 - 見付宿町 - 磐田原 - 笠梅 - 山梨 - 円田 - 森山入口 - 遠州森駅前 - 遠州森町
  - 磐田駅前 - 南高校前 - 西坂町 - 見付宿町 - 磐田原 - 笠梅 - 山梨 - 円田 - 森町病院 - 遠州森駅前 - 遠州森町
- 運休日
  - 土・日・祝日および年末年始 (12/30 - 1/3)・8/13 - 8/15
- 車両
  - 中型車・大型車混在

浜松バスに委託
本路線は事業者単独では維持が困難なため、県の補助（市町自主運行バス事業費補助金）を受けて運行している。
- 掛塚磐田駅線
  - 蟹町 - 掛塚 - とつか - 豊田町駅 - 天竜 - 磐田西高 - 磐田駅
  - 蟹町 - 掛塚 - 駒場 - 千手堂 - 天竜 - 栄町 - 磐田駅
  - 蟹町→掛塚→駒場→千手堂→天竜→栄町→磐田駅→磐田南高→西坂町→磐田北高
- 運休日
  - 日・祝日および年末年始 (12/29 - 1/3)
- 車両
  - 中型車・小型車混在

## 廃止路線

### デマンド型タクシー転換路線
ごんバス以外は遠州鉄道に委託されており、ごんバスは遠鉄アシストに委託されていた。現在は、デマンド型乗合タクシー「お助け号」で運行。
中型車で運行していた路線
- 豊岡西循環線（ごんバス）
- 豊岡東循環線（ごんバス）
- 福田豊浜南部線（エコバス「しおさい号」）
- 福田北部西部線（エコバス「しおさい号」）

小型車で運行していた路線
- 磐田温水プール磐田市立病院線（「もくせい号」、旧通称:磐南バス）
- 豊田西回り線（ユーバス「ゆや号」）
- 豊田東回り線（ユーバス「ニッセ号」）
- 向笠原線
- 岩田線
- 桶ケ谷沼線
- 天竜長野線
- 鮫島大原線

### 撤退路線
すべて遠州鉄道に委託されていた。
大型車で運行していた路線
- 豊岡線

小型車で運行していた路線
- 磐田温水プール磐田市立病院線（「もくせい号」、旧通称:磐南バス）

## 料金等
料金
- 磐田線は秋葉バスサービスの料金に準拠（小学生までは半額）
- 掛塚磐田駅線は前身（掛塚さなる台線）運行主体である遠鉄バスの料金を踏襲（小学生以下は半額）
- 豊岡線、向笠原線、岩田線、桶ケ谷沼線、天竜長野線、鮫島大原線、磐田温水プール磐田市立病院線は遠鉄バスの料金に準拠（小学生以下は半額）
- 豊田西回り線、豊田東回り線、豊岡西循環線、豊岡東循環線は一律100円（小学生以下も同額）

乗車カード
現在は磐田市バスで使用できる乗車カードは存在しない。
- ICカード
  - ナイスパス - 磐田線やごんバス以外の各路線で使用できた。
  - ユーバスカード - かつてユーバス（豊田西回り線・豊田東回り線）で使えたが、路線廃止よりも前に利用は終了していた。
- 磁気カード
  - ETカード - 発売終了後も磐田線やごんバス以外の各路線利用できた。
  - パサールカード - 2020年3月31日利用終了。磐田市バスでは以前より磐田線に限り使用可能であった。また、磐田線では他の磐田市バスで利用可能だった乗車券類はすべて使用できなかった。

金券類（カード以外）
- 回数券
  - ユーバス回数券 - ユーバスカードの代替で、豊田西回り線、豊田東回り線のみ利用可能だった。
  - 回数券 - 掛塚磐田駅線のみ利用可能。掛塚磐田駅線では乗車カードは一切導入されていない。
- 定期券
- QRコード決済
  - PayPay
  - au PAY - 磐田線のみ利用可能。
  - d払い - 磐田線のみ利用可能。
  - 楽天ペイ - 磐田線のみ利用可能。
  - メルペイ - 磐田線のみ利用可能。
  - AEON Pay - 磐田線のみ利用可能。
  - Alipay - 磐田線のみ利用可能。
  - WeChat Pay - 磐田線のみ利用可能。